# Джонджо Кенні
Джонджо Кенні (англ. Jonjoe Kenny, нар. 15 березня 1997, Ліверпуль) — англійський футболіст, захисник грецького клубу ПАОК.

## Клубна кар'єра
Народився 15 березня 1997 року в місті Ліверпуль. Вихованець футбольної школи клубу «Евертон», в систему якого він потрапив у віці 9 років. У 16 років Кенні почав грати за резервну команду клубу. 18 липня 2014 року Кенні підписав свій перший професійний контракт з «Евертоном». Термін дії угоди склав 3 роки.
21 липня 2015 року футболіст на правах оренди на 2 місяці відправився в клуб «Віган Атлетік». За клуб з Вігана провів 7 матчів у Першій лізі, третьому за рівнем дивізіоні країни. Після цього 27 січня 2016 року на правах оренди на один місяць перейшов в клуб «Оксфорд Юнайтед». Згодом ця оренда була продовжена до кінця сезону. За «Оксфорд» Кенні зіграв в 17 матчах чемпіонату і допоміг команді вийти в першу лігу.
15 травня 2016 року Кенні дебютував в основному складі «Евертона», вийшовши на заміну в матчі Прем'єр-ліги проти клубу «Норвіч Сіті». Загалом відіграв за клуб з Ліверпуля наступні три сезони своєї ігрової кар'єри, але основним гравцем так і не став, провівши за цей час лише 40 матчів в усіх турнірах.
10 червня 2019 року перейшов на правах оренди на сезон у німецький «Шальке 04».

## Виступи за збірні
2012 року дебютував у складі юнацької збірної Англії, взяв участь у 27 іграх на юнацькому рівні, відзначившись одним забитим голом. З командою до 17 років став чемпіоном Європи у 2014 році. У фінальному матчі проти Нідерландів Кенні реалізував вирішальний післяматчевий пенальті. З командою до 19 років брав участь у юнацькому чемпіонаті Європи 2016 року в Німеччині, дійшовши до стадії півфіналу. Цей результат дозволив команді потрапити на молодіжний чемпіонат світу 2017 року. На турнірі Кенні повністю відіграв усі сім матчів збірної Англії і став у її складі чемпіоном світу.
Протягом 2017—2019 років залучався до складу молодіжної збірної Англії. У її складі поїхав на молодіжний чемпіонат Європи 2019 року в Італії. Там у третьому матчі в групі проти Хорватії він забив гол на 70-й хвилині, а команди розійшлися миром 3:3 і не вийшли у плей-оф. Всього на молодіжному рівні зіграв у 30 офіційних матчах, забив 1 гол.

## Статистика виступів

### Статистика клубних виступів
| Сезон               | Команда             | Чемпіонат           | Чемпіонат | Чемпіонат | Національний кубок | Національний кубок | Національний кубок | Континентальні кубки | Континентальні кубки | Континентальні кубки | Інші змагання | Інші змагання | Інші змагання | Усього | Усього | Усього |
| Сезон               | Команда             | Ліга                | Ігор      | Голів     | Ліга               | Ігор               | Голів              | Ліга                 | Ігор                 | Голів                | Ліга          | Ігор          | Голів         | Ігор   | Голів  |        |
| ------------------- | ------------------- | ------------------- | --------- | --------- | ------------------ | ------------------ | ------------------ | -------------------- | -------------------- | -------------------- | ------------- | ------------- | ------------- | ------ | ------ | ------ |
| 2015–16             | «Віган Атлетік»     | ФЛ1 (ІІІ)           | 7         | 0         | КА+КЛ              | -                  | -                  | -                    | -                    | -                    | ТФЛ           | -             | -             | 7      | 0      |        |
| 2015–16             | «Оксфорд Юнайтед»   | ФЛ2 (IV)            | 17        | 0         | КА+КЛ              | 1+0                | 0                  | -                    | -                    | -                    | ТФЛ           | 2             | 0             | 20     | 0      |        |
| 2015–16             | «Евертон»           | ПЛ                  | 1         | 0         | КА+КЛ              | -                  | -                  | -                    | -                    | -                    | -             | -             | -             | 1      | 0      |        |
| 2016–17             | «Евертон»           | ПЛ                  | 1         | 0         | КА+КЛ              | -                  | -                  | -                    | -                    | -                    | -             | -             | -             | 1      | 0      |        |
| 2017–18             | «Евертон»           | ПЛ                  | 19        | 0         | КА+КЛ              | 1+2                | 0                  | ЛЄ                   | 3                    | 0                    | -             | -             | -             | 25     | 0      |        |
| 2018–19             | «Евертон»           | ПЛ                  | 9         | 0         | КА+КЛ              | 1+2                | 0                  | -                    | -                    | -                    | -             | -             | -             | 12     | 0      |        |
| Усього за «Евертон» | Усього за «Евертон» | Усього за «Евертон» | 30        | 0         |                    | 6                  | 0                  |                      | 3                    | 0                    |               | -             | -             | 39     | 0      |        |
| Усього за кар'єру   | Усього за кар'єру   | Усього за кар'єру   | 54        | 0         |                    | 7                  | 0                  |                      | 3                    | 0                    |               | 2             | 0             | 66     | 0      |        |

## Титули і досягнення
- Чемпіон Європи (U-17): 2014
- Чемпіон світу (U-20): 2017